# Oustia (Ukraine)
Pour les articles homonymes, voir Oustia.
La rivière Oustia (en ukrainien : У́стя) est un cours d'eau d'Ukraine et un affluent gauche de la rivière Horyn, dans le bassin hydrographique du Dniepr, par la Pripiat.

## Géographie
L'Oustia est longue de 68 km et draine un bassin de 762 km2. Elle arrose l'oblast de Rivne, dans le nord-ouest de l'Ukraine.
La ville de Zdolbouniv est arrosée par l'Oustia.
Autres noms : Ostvytsya, Oustye, Dermanka.